# Gnaeus Acerronius Proculus
Gnaeus Acerronius Proculus war ein römischer Senator, der im 1. Jahrhundert lebte. Sein genaues Geburts- und Todesdatum sind nicht bekannt.
Er war vielleicht der Nachfahre eines Gnaeus Acerronius, der im Jahr 71 v. Chr. mehrmals von Marcus Tullius Cicero in seiner Verteidigungsrede „Pro M. Tullio“ namentlich erwähnt wird. Als ebenso möglich erscheint die Vaterschaft einer Acerronia Polla, eine enge Vertraute der Iulia Agrippina, die im Jahr 59 mit Neros Mutter verwechselt und ermordet wurde.
Gesichert ist, dass Gnaeus Acerronius Proculus im Jahr 37, zusammen mit Gaius Petronius Pontius Nigrinus, das Amt eines ordentlichen Konsuls ausgeübt und regulär beendet hatte.
Wahrscheinlich trat um das Jahr 45 nicht wie früher ursprünglich angenommen er selbst, sondern sein gleichnamiger Sohn als Prokonsul die Statthalterschaft in der senatorischen Provinz Achaea an.